# Ventilation de l'aval du cylindre
 (mai 2019).

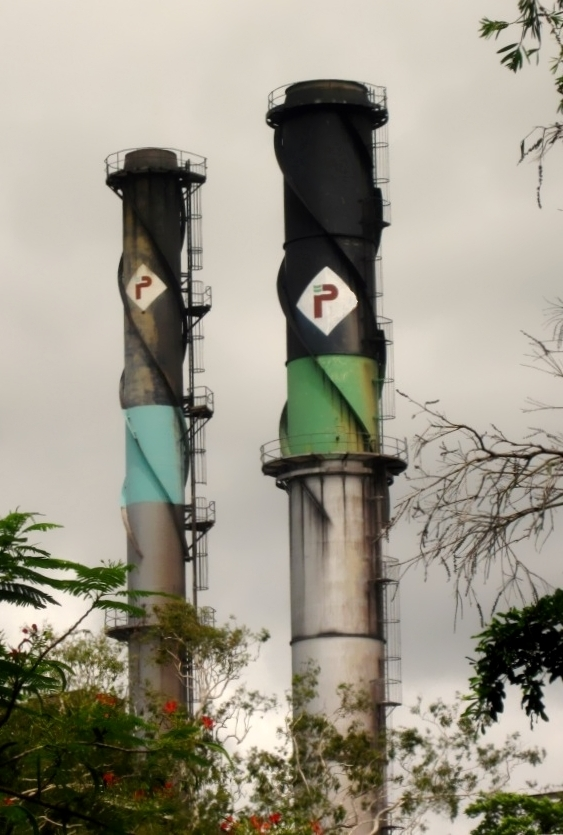
Salissure de cheminées par la ventilation de leur aval.

La ventilation de l’aval d'un cylindre de longueur finie (présentée en travers d’un écoulement) est, en mécanique des fluides, un courant venant d’une face plane du cylindre pour nourrir la zone dépressionnaire existante à son aval. Cette zone d’eau morte étant le siège de tourbillons alternés (allée de tourbillons de Bénard-Karman), le courant de ventilation s'insère à l’intérieur de l’allée (l’espace entre les deux suites de tourbillons). Le courant de ventilation se propage très loin des extrémités du cylindre (jusqu’à 20 ou 30 diamètres de chaque extrémité) en diminuant notablement son coefficient de traînée {\displaystyle C_{x}}.
En anglais, pour décrire ce phénomène, le terme « ventilation » est également utilisé par Sighard F. Hoerner (en), bien que le terme le plus fréquent soit « downwash ».
La ventilation de l’aval du cylindre peut s’observer à la salissure des cheminées provenant des fumées ; en effet, bien que ces fumées soient mues d’une certaine vitesse verticale, le vent météorologique, après s’y être mélangé, les entraîne vers le bas du fait de cette ventilation.

## Corps concernés

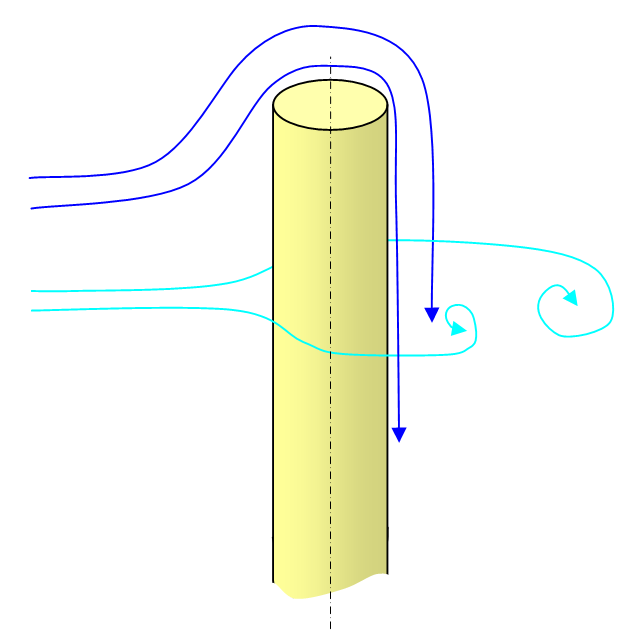
En bleu dense, courant de ventilation alimentant la zone d'eau morte située entre les tourbillons de Bénard-karman.

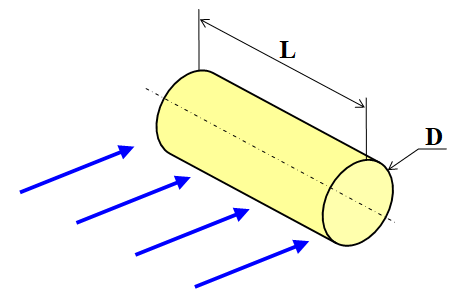
Définition de l'élancement d'un cylindre présenté en travers d'un écoulement.

Tous les cylindres, quelle que soit leur section (circulaire, elliptique, carrée à angles vifs ou carrée à angles arrondis) connaissent une ventilation de leur aval lorsqu'ils sont placés en travers d'un écoulement, soit à angle droit, soit même à des angles plus faibles. Les corps non cylindriques (donc à génératrices non rectilignes) comme les fuselages connaissent également une ventilation de leur aval.
L'écoulement du vent météo sur les tours d'habitation donne lieu à une ventilation de leur aval. En cas de tempête, les mouvements (élastiques) qui en résultent, conjugués avec le déversement des tourbillons de Bénard-Karman classiques, peuvent nuire au confort dans les étages les plus élevés[réf. nécessaire].
Si la palette infinie (ou plaque plane d'une certaine largeur H et de longueur L infinie) exposée frontalement à un écoulement montre un {\displaystyle C_{x}} de 2, une portion de palette de longueur non infinie, toujours présentée frontalement, connaît également une ventilation de son aval depuis chacune de ses extrémités. À mesure que sa longueur L décroît, son {\displaystyle C_{x}} diminue pour atteindre 1,17 lorsque L = H (plaque carrée)[réf. nécessaire].

## Conséquence de la ventilation de l'aval du cylindre

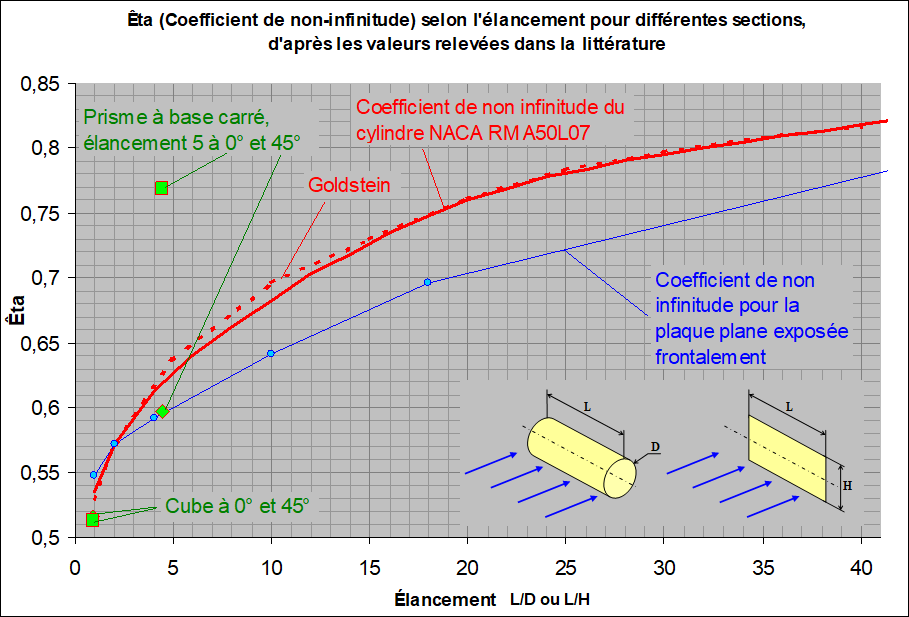
d'un cylindre fini et d'une palette finie selon leur élancement, courbe de Goldstein avec d'autres apports.

Ainsi que déterminé en 1938 par Sydney Goldstein, la ventilation diminue notablement le {\displaystyle C_{x}} frontal des cylindres et palettes de longueur finie placés en travers d'un écoulement (les cylindres sont ici à un Reynolds correspondant à leur premier régime).
Les ordonnées de ces courbes représentent le quotient η (prononcer êta) du {\displaystyle C_{x}} d'un corps de longueur finie sur le {\displaystyle C_{x}} du même corps de longueur infinie (ce quotient η est toujours inférieur à 1). On lit, par exemple, sur ce graphe que si le {\displaystyle C_{x}} frontal d'un cylindre circulaire infini au premier régime est ~1,2, celui d'un cylindre d'élancement L/D = 4, par exemple, est à peu près {\displaystyle 0,61\times 1,2} (courbe rouge).
Cette diminution est cohérente avec les observations en mécanique des fluides[réf. nécessaire] puisque le {\displaystyle C_{x}} des corps suscitant un écoulement 3D est toujours beaucoup plus faible que le {\displaystyle C_{x}} des corps suscitant un écoulement 2D, ceci parce qu'un corps suscitant un écoulement 3D offre toujours plus de voies à son contournement par le fluide qu'un corps suscitant un écoulement 2D : le {\displaystyle C_{x}} d'un cylindre court est donc plus faible que celui du cylindre infini[réf. nécessaire].
En 1950, Harry Julian Allen tira de l'observation de ce phénomène une règle empirique permettant de calculer la portance normale des fuselages (de fusées ou d'avion) aux fortes incidences (alors que l'on ne savait calculer auparavant leur portance normale qu'aux faibles incidences selon la méthode linéaire des Barrowman). La méthode d'Allen consiste à calculer la portance normale des fuselages comme la somme de leur portance linéaire et de leur portance tourbillonnaire (qui tient compte de la ventilation). La contribution de cette dernière devient prépondérante aux fortes incidences.
Une question se pose, à la lecture du graphe de Goldstein[réf. nécessaire] : peut-on trouver une régression logique à ces courbes du η ? Cette régression logique existe ; pour la trouver, par exemple à propos des cylindres, il suffit de se placer dans le cas du plus long cylindre d'élancement λ{\displaystyle _{c}} dont la partie centrale est concernée par la ventilation (sous-entendu : si l'on allonge ce cylindre par un tronçon médian, l'écoulement sur ce tronçon médian ne sera plus concerné par la ventilation, son écoulement étant strictement 2D et son Cx local 1,2 au premier régime). En poursuivant le raisonnement, on trouve que la régression logique est une hyperbole d'équation :
```
η = 1 - λ

  

    

      

        

          

          

            
c

          

        

      

    

    
{\displaystyle _{c}}

  

(1-η

  

    

      

        

          

          

            
c

          

        

      

    

    
{\displaystyle _{c}}

  

)/λ
```

λ{\displaystyle _{c}} et η{\displaystyle _{c}} sont l'élancement et l'êta du plus long cylindre concerné par la ventilation et λ et η l'abscisse et l'ordonnée d'un cylindre quelconque plus long que le cylindre dont la partie centrale est encore touchée par la ventilation.
Hoerner, dans son ouvrage Fluid-Dynamic Drag (p. 52), suggère à l'issue d'une méthode graphique que cette hyperbole pourrait être (pour le cylindre fini) :
```
η = 1 -5/λ
```

Cependant, la courbe d'Hoerner présente quelques écarts par rapport à celle de Goldstein[réf. nécessaire]. D'autre part, la méthode graphique utilisée par Hoerner pour déterminer le coefficient 5 est peu précise pour les grands élancements[réf. nécessaire].

## La ventilation de l'aval des cylindres en porte-à-faux

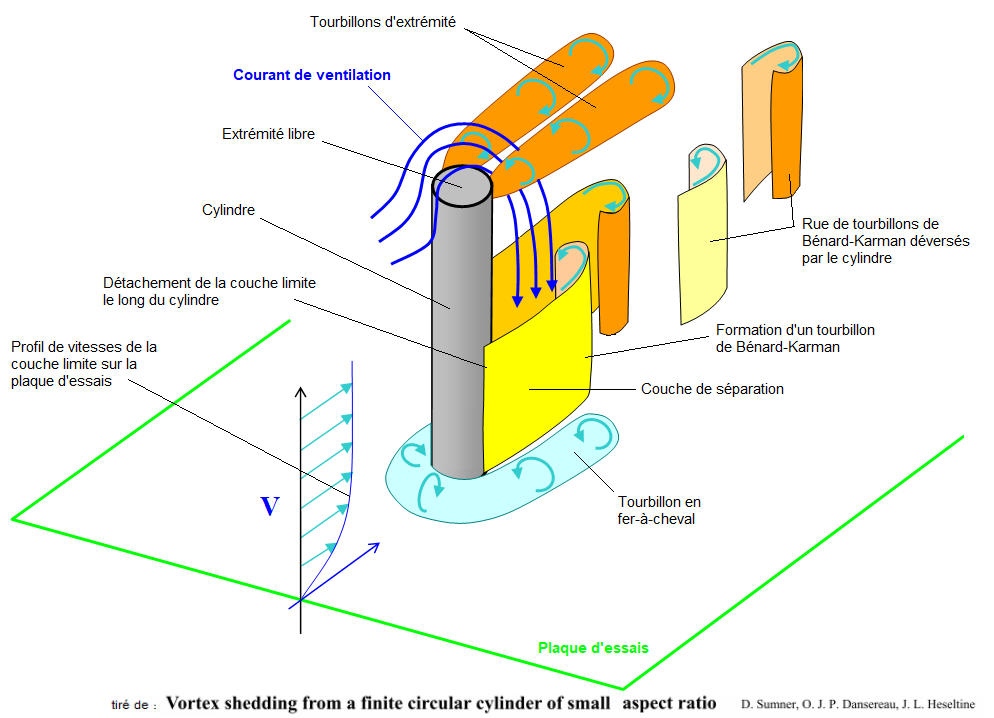
Ventilation de l'aval du cylindre non-infini.

Les cylindres en porte-à-faux (de section circulaire, carrée, rectangulaire ou autres) présentés en travers du courant, bien que ne présentant à l'écoulement qu'une seule extrémité, sont également l'objet d'une ventilation de leur aval. Une description de l'écoulement sur de tels cylindres non-infinis (ou "finis", ou "en porte-à-faux") est proposée dans l'image ci-contre. La partie haute de l'écoulement (près de l'extrémité libre du cylindre) est évidemment comparable à l'écoulement sur les deux extrémités d'un cylindre fini.[réf. nécessaire]

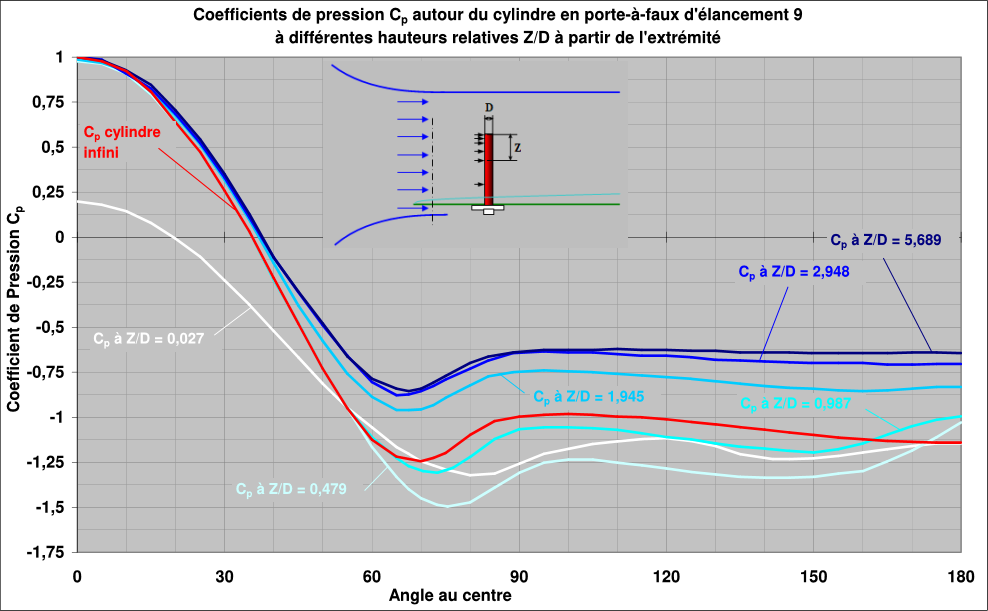
Coefficients de pression au long d'un cylindre en porte-à-faux d'élancement 9.

Tetsushi Okamoto et Miki Yagita, par exemple, ont relevé les coefficients de pression {\displaystyle C_{p}} à différentes hauteurs relatives sur des cylindres en porte à faux (en sous-critique au Reynolds 1,33 10^4). Le graphe ci-contre montre leurs mesures sur un cylindre en porte-à-faux d'élancement L/D = 9.
Par rapport à la courbe rouge rappelant les {\displaystyle C_{p}} autour du cylindre infini, la courbe blanche (qui montre les mesures de {\displaystyle C_{p}} les plus proches de l'extrémité) est plus négative ; cette distribution de pression, après intégration, donne un {\displaystyle C_{x}} très fort. Il en va de même de la courbe bleue très clair.
Il est observé que le {\displaystyle C_{x}} local de ces cylindres en porte-à-faux est nettement plus fort près de leur extrémité libre (il dépasse même les 1,2 du cylindre infini), comme le montre le premier graphe ci-dessous, pour divers élancements. Ce fait avait été observé en 1930 par Dryden et Hill, même si cet accroissement de la traînée locale près de l’extrémité n’augmente que de quelques pour cent le moment de traînée de tels cylindres par rapport à leur base (en comparaison avec le moment qu’on calculerait en supposant leur {\displaystyle C_{x}} total réparti régulièrement en hauteur). Sur ce même graphe, on remarque à droite de chaque courbe la petite sinusoïde qui révèle l'existence d'un tourbillon en fer-à-cheval au pied du cylindre.
Les mesures d'Okamoto et Yagita indiquent que si la couche limite qui s'est développée sur la plaque d'essais est peu épaisse (voir le dessin de gauche ci-dessous), on peut ajouter par la pensée au cylindre en porte-à-faux un cylindre symétrique (qu'on pourrait qualifier de cylindre miroir), ce qui reconstitue un cylindre à deux extrémités libres d'élancement double.
Le dernier graphe ci-dessous compare les quotients de traînées de cylindres en porte-à-faux de différents élancements (en bleu) avec ceux des cylindres à deux extrémités libres (en rouge), l'abscisse des courbes des cylindres en porte-à-faux étant doublée : il apparaît que pour chaque élancement ces {\displaystyle C_{x}} sont du même ordre. Ces résultats permettent d'extrapoler aux cylindres à deux extrémités libres les mesures de {\displaystyle C_{x}} effectuées sur des cylindres en porte-à-faux.

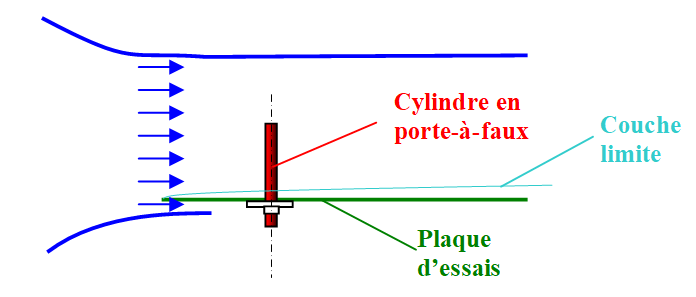
Mode de contention d'un cylindre en soufflerie. Noter la position du cylindre (en porte-à-faux) très près du bord d'attaque de la plaque d'essais, ceci afin de minimiser la hauteur de la couche limite au pied du cylindre.
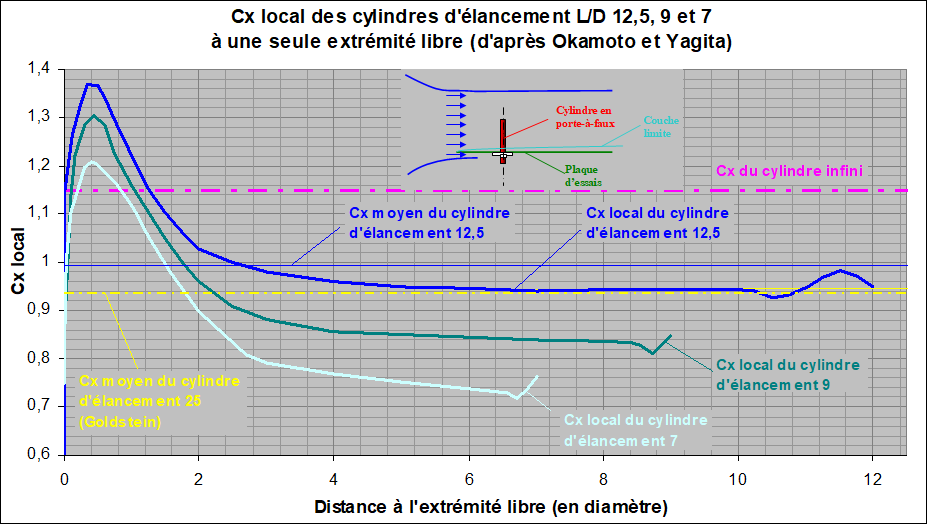
{\displaystyle C_{x}} local des cylindres finis à une extrémité libre d'Okamoto et Yagita.
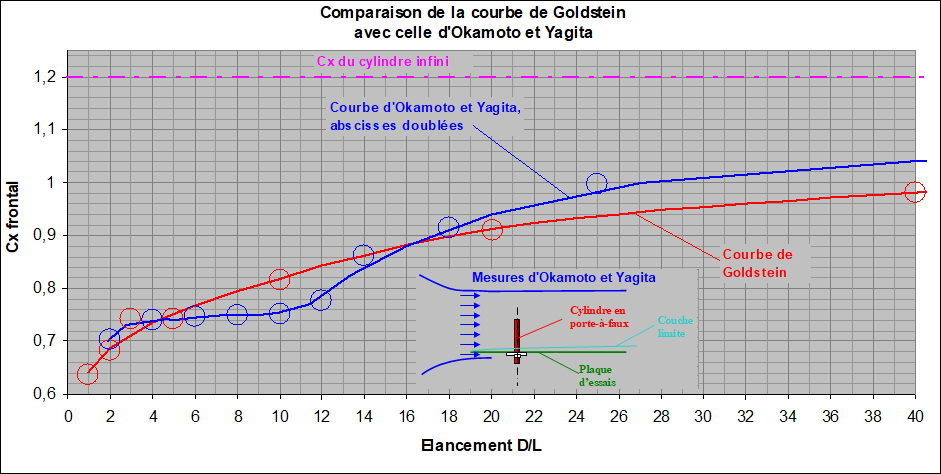
Comparaison des {\displaystyle C_{x}} locaux d'Okamoto et Yagita avec ceux obtenus par Goldstein pour le cylindre traversier infini.